# لواء الرويشد
لواء الرويشد لواء يقع في محافظة المفرق في الأردن. ويمتاز بموقعه الحدودي مع ثلاثة دول عربية وهي المملكة العربية السعودية وجمهورية العراق وجمهورية سوريا ويعد من أكبر ألوية المملكة مساحة بالإضافة لوجود غاز الريشة في المنطقة.
تم استحداث اللواء في 6/8/2001 ويضم مجلس بلدي واحد وتسعة تجمعات سكانية. تعد منطقة الرويشد مركز لواء الرويشد وتشمل المدن التالية: (الرويشد، منشية الغياث، صالحية النعيم، الروضة، الريشة الغربية، الرقبان، الاثنى، الفيضة، الريشة الشرقية، الكرامة، المشاقيق، روضة الرويشد). يتبع اللواء الى محافظة المفرق التي تضم 4 ألوية. ويقدر عدد سكانه بـ 7490 نسمة حسب إحصاء 2015.

## السكان
يبلغ عدد السكان في لواء حوالي 5692 نسمة موزعين على 806 أسرة، يسكن الأغلبية منهم في مدينة الرويشد ومنشية الغياث، أما بقية المناطق فتضم تجمعات سكانية صغيرة جداً حيث تعاني من نزوح السكان إلى مناطق أخرى في المحافظة ففي بعض المناطق أكثر من نصف البيوت مهجورة مثل جسر الرويشد وصالحية النعيم وهناك تجمعات تم هجره بالكامل تقريباً مثل الريشة الشرقية، الريشة الغربية والرقبان. والسبب الرئيسي لذلك عدم توفر مصادر للدخل أو أي عمل أو خدمات في تلك المناطق للسكان.

### البدو الرحل
بالإضافة إلى عدد السكان المستقرين بسكنهم، يسكن الرويشد البدو الرُحّل حيث يتنقلون في أرجاء المنطقة مع الماشية من الأغنام التي يربونها ويعتاشون منها، بحثاً عن المراعي لها وحفائر المياه، حيث ينتقلون بشكل فردي وليس جماعي مما يجعل عملية الإحصاء لهم غير دقيقة وصعبة، وطبقاً لإحصاءات سابقة يقدر عددهم ما بين 4 و 5 آلاف نسمة، كما يوجد في اللواء مجموعة من السكان الذين لا يملكون الجنسية الأردنية على الرغم من وجودهم منذ سنوات طويلة ولا يستطيع صندوق المعونة الوطنية تقديم أية مساعدات لهم لعدم وجود رقم وطني لديهم، والأغلبية منهم يسكنون في بيوت شعر في أحياء متفرقة في منطقة الرويشد.
| الرقم | إسم القبيلة                           | العشيرة  | الفخذ             | أماكن تواجدهم          |
| 1     | بني خالد                              | بني خالد | البوادي - والرطوب | الرويشد                |
| 2     | الغياث                                | الغياث   | الكلابنة- العتقة  | الرويشد – منشية الغياث |
| 3     | أهل الجبل / الشرفات                   |          | الهامل            | الرويشد                |
| 4     | الرولة                                | الرولة   | الرولة            | الرويشد                |
| 5     | المعانية – الرماثنة عشائر أردنية أخرى |          |                   | الرويشد                |

## المياه
معظم الآبار الإرتوازية في اللواء تعود لسلطة المياه، ما عدا البعض منها في فيضة الشعال والتي يملكها بعض المواطنين، كما أن أغلب أراضي اللواء غير صالحة للزراعة بسبب ملوحة التربة الصحراوية، عدا مجاري الوديان حيث تمتاز هذه الوديان باتساعها والتي تبلغ أحيانًا بعرض عدة كيلو مترات والتي يمكن ويمكن زراعتها بالشعير.
يبلغ معدل الهطول المطري السنوي 100مم (وتبلغ مساحة الأراضي البعلية الصالحة للزراعة 4000 دونم.

## مميزات لواء الرويشد
هناك مقومات عدة للاستثمار في مناطق لواء الرويشد وبيئة استثمارية خصبة تطول أغلب القطاعات ومنها الزراعة والصناعة والتعدين والإنشاءات حيث يمكن الاستثمار في إنشاء المصانع الغذائية وتوضيب الخضار والفواكه وإنتاج الأعلاف والأسمدة ومشاغل للصناعات اليدوية ومصانع التعدين والكسارات وغيرها. وأيضاً هي تتميز بما يلي:
- منطقة حدودية مع ثلاثة دول عربية شقيقة: لواء الرويشد هو المنطقة الحدودية الشرقية بالنسبة للمملكة الأردنية بحيث يرتبط مع ثلاث دول عربية من الشرق الجمهورية العراق وهو بوابة الأردن الرابطة مع العراق بحدود الكرامة من الجنوب المملكة السعودية ومن الشمال الجمهورية العربية السورية.
- وجود المساحة الرعوية الكبيرة وهي منطقة الحماد.
- وجود غاز الريشة المغذي لإنتاج الكهرباء.

## التعليم
يوجد في الرويشد 12 مدرسة حكومية منها 3 مدارس مغلقة في الريشة الغربية والرقبان والفيضة، بسبب هجرة السكان منها، حيث تعاني جميع مدارس المواء من عدم استقرار البيئة التدريسية بها وضعف التأهيل وقلة الخبرة بسبب عدم استقرار المعلمين، بسبب أن المدرسين المعينين في المواء يأتون من خارج أو عبر التعليم الإضافي، مما يؤثر سلبا على المستوى التدريسي. يوجد في منطقة منشية الغياث 3 مدارس منها مدرستان شاملتان للذكور والإناث، ومدرسة أساسية مختلطة، وتعاني المعلمات من بعد السكن الموجود في بمدة الرويشد والذي يبعد 6 كم. تضطر الطالبات في مناطق جسر الرويشد وصالحية النعيم إلى ترك التعميم لعدم توفر صفوف أعمى من الصفوف الإعدادية في تلك المدارس. تعاني كافة المدارس من نقص في المكتبات والمختبرات والمشاغل المهنية ووسائل التدفئة.
وتضم قائمة المدارس في لواء الرويشد 
| الرقم | إسم المدرسة                                 | الموقع        | النوع الاجتماعي | المرحلة العمرية | ملك/ إيجار | أعداد الطلبة |
| 1     | مدرسة الرويشد الثانوية المختلطة الحي الشرقي | الرويشد       | مختلط           | ثانوي           | ملك        | 483          |
| 2     | مدرسة الرويشد الثانوية المختلطة             | الرويشد       | إناث            | ثانوي           | ملك        | 520          |
| 3     | مدرسة منشية الغياث الثانوية المختلطة        | منشية الغياث  | مختلطة          | ثانوي           | ملك        | 260          |
| 4     | مدرسة منشية الغياث الثانوية للبنين          | منشية الغياث  | ذكور            | ثانوي           | ملك        | 210          |
| 5     | مدرسة منشية الغياث الاساسية الحي الجنوبي    | منشية الغياث  | ذكور            | أساسي           | مستأجرة    | 86           |
| 6     | مدرسة روضة البندان الأساسية المختلطة        | روضة البندان  | مختلطة          | أساسي           | ملك        | 33           |
| 7     | مدرسة صالحية النعيم الثانوية المختلطة       | صالحية النعيم | مختلطة          | ثانوي           | ملك        | 46           |
| 8     | مدرسة رويشد الأساسية المختلطة الحي الشرقي   | رويشد         | مختلطة          | أساسي           | ملك        | 146          |

## الخدمات الصحية

مدخل مستشفى الرويشد الحكومي

في اللواء يوجد مستشفى الرويشد (في مبنى منطقة H4 العسكرية سابقا) بطاقة استيعابية 20 سرير وكادر مكوِن من 16 طبيب اختصاص، 8 أطباء عامون، وفريق من الممرضين. عدد الممرضين والممرضات وقابلات قانونيات. وكذلك يقوم أطباء اختصاص بزيارة المستشفى بشكل دوري ويعتبر المستشفى بشكل عام جيد وتم استحداث مركز بنك دم، غرفة عمليات، ومختبر، ووحدة غسيل كِلى. كما يوجد مركز صحي شامل يقع ضمن المستشفى ويقوم الكادر العامل في المستشفى بإدارة المركز أيضا، وبشكل عام جيد ويوفر الخدمات الصحية بشكل جيد من مختبرات وأسنان وصيدلية وأشعة... إلخ. ومركز أمومة وطفولة.
| المراكز الصحية في الرويشد |                       |         |              |             |
| الرقم                     | الاسم                 | التصنيف | الموقع       | ملك/ مستأجر |
| 1                         | مركز صحي الرويشد      | شامل    | الرويشد      | ملك         |
| 2                         | مركز صحي المنشية      | أولي    | منشية الغياث | ملك         |
| 3                         | مركز صحي حدود الكرامة | أولي    | حدود الكرامة | ملك         |

## الدوائر الحكومية في لواء الرويشد
| الرقم |                           | الجهة                       |
| 1     | الداخلية                  | مديرية لواء الرويشد         |
| 2     | الصحة                     | مستشفى الرويشد الحكومي      |
| 3     | الزراعة                   | مديرية زراعة الرويشد        |
| 4     | سلطة المياه               | مكتب مياه الرويشد           |
| 5     | الأحوال المدنية           | مكتب أحوال الرويشد          |
| 6     | التنمية الاجتماعية        | مكتب التنمية الاجتماعية     |
| 7     | شركة البريد الأردني       | مكتب بريد الرويشد           |
| 8     | الزراعة                   | مركز أعلاف الرويشد          |
| 9     | الأشغال العامة            | مكتب أشغال الرويشد          |
| 10    | الأرصاد الجوية            | مكتب الأرصاد الجوية         |
| 11    | شركة الكهرباء             | مكتب الكهرباء               |
| 12    | التموين والصناعة والتجارة | المؤسسة الاستهلاكية المدنية |
| 13    | القضاء                    | المحكمة الشرعية             |

## السياحة
يمتاز اللواء بمكانته الحدودية الرابطة مع ثلاث دول مجاورة بالإضافة لوجود الآثار، وله ميزة تاريخية بأنه كان ممر القوافل العربية التجارية قديماً ومن بعدها القوافل في العصر الإسلامي. ويوجد في أغلب المناطق التابعة لواء الرويشد مواقع أثرية عديدة تعاقبت عليها العصور والأزمنة التاريخية ومنها قصر برقع وسد برقع وبرك وآبار لتجميع المياه والعديد من الرموز الأثرية الأخرى في المنطقة.

## الوصلات الخارجية
- دائرة الاحصاءات العامة